# باول تي. فورمان
باول تي. فورمان هو شخصية أعمال وفلاح وسياسي أمريكي، ولد في 10 مايو 1883، وتوفي في 4 يونيو 1965. نشط حزبياً في Wisconsin Progressive Party ‏. وقد انتخب عضو جمعية ولاية ويسكونسن ‏.